# Moffat Tunnel
Moffat Tunnel er en jernbane- og vandtunnel, der løber gennem Continental Divide (Nordamerikas kontinentale vandskel) i det midt-nordlige Colorado i USA. Den er opkaldt efter jernbanepionæren David Moffat fra Colorado. I februar 1928 kørte det første tog gennem tunnelen.
Tunnelens østlige åbning ligger vest for byen Rollinsville i Front Range-bjergkæden, 80 kilometer vest for Denver. Den vestlige åbning ligger tæt på skisportsområdet Winter Park Resort. Den enkeltsporede jernbanetunnel er 7,3 meter høj, 5,5 meter bred og 10 kilometer lang. Det højeste punkt i tunnelen er 2.816 meter over havets overflade.
Moffat Tunnel gav omsider Denver en vestlig forbindelse gennem det kontinentale vandskel, da Cheyenne mod nord og Pueblo med syd, begge allerede havde jernbaneforbindelser til USA's vestkyst. Tunnelen følger den plan, som Moffat havde lagt i 1902, mens han ledte efter en bedre og kortere rute fra Denver til Salt Lake City. Vandtunnelen og jernbanetunnelen løber parallelt med hinanden; vandtunnelen transporterer en del af Denvers vandforsyning.
39°54′08″N 105°38′46″V / 39.90235°N 105.6461°V